# フランツ・アントン・メスメル

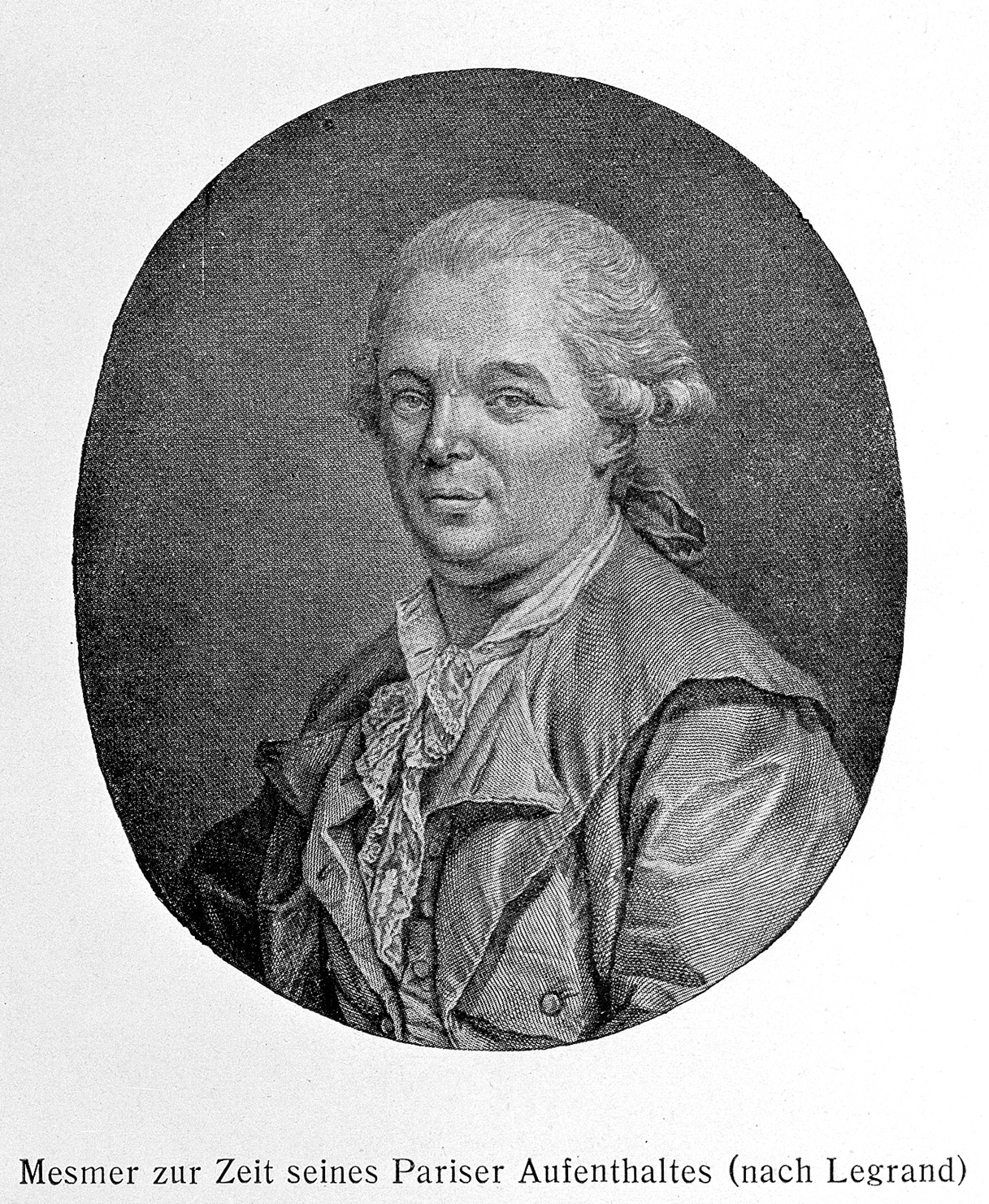
フランツ・アントン・メスメル

フランツ・アントン・メスメル / フランツ・アントン・メスマー（独: Franz Anton Mesmer, 仏: Frédéric-Antoine Mesmer, 1734年5月23日 - 1815年3月5日）は、ドイツ人の医師。動物磁気説（magnétisme animal）の提唱者。メスメルは動物磁気と呼んだが、他の人たちはそれをメスメリズム (mesmerism) と呼んだ。
メスメルの概念と実践の発展が、1842年のジェイムズ・ブレイドによる催眠術の開発をもたらした。メスメルの名前は英: mesmerize（催眠術をかける）の由来となった。

## 初期の人生

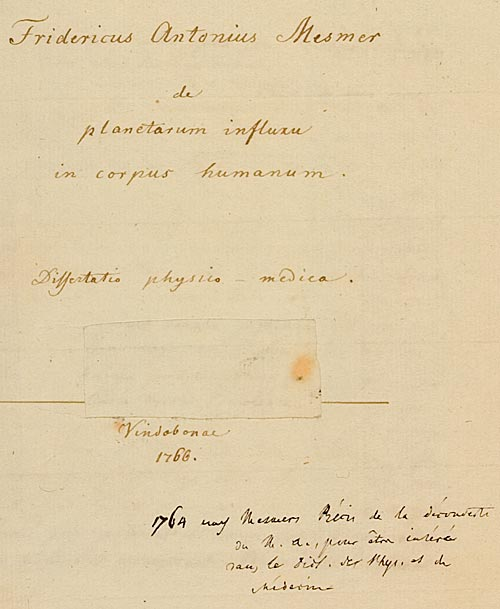
論文De planetarum influxu in corpus humanum

メスメルはドイツ南部バーデンのウンター湖畔にあるイツナング（現在のモース）で生まれた。ディリンゲンとインゴルシュタットのイエズス会の大学で学んだ後、1759年からウィーン大学で医学の勉強を始めた。1766年にメスメルは『人体への惑星の影響について』（羅: De planetarum influxu in corpus humanum）というタイトルの博士論文を出した。月や惑星の人体および病気への影響を論じたものである。といっても、医療占星術ではなく、ニュートンの潮の干満の理論に大きく依っていて、メスメルは人体の中にも潮の干満があり、その原因は太陽や月の運動に違いないと解説した。
1768年1月、オーストリアの首都ウィーンでメスメルは裕福な男爵の未亡人マリア・アンナと結婚、医者として開業した。メスメルは立派な屋敷に住み、芸術のパトロンとなった。1768年、宮廷の陰謀で12歳のモーツァルトが作曲した500ページにも及ぶオペラ『偽ののろま娘』 (K.51) の公演が妨害された時、メスメルは自宅の庭でモーツァルトの1幕もののオペラ『バスティアンとバスティエンヌ』 (K.50) の上演を取り決めたと言われているが、モーツァルトの伝記作家ゲオルク・ニコラウス・フォン・ニッセンはその上演が実際に行われた証拠はないと述べている。モーツァルトは後にオペラ『コジ・ファン・トゥッテ』の中でメスメルを面白おかしく言及することで、昔のパトロンの名を不滅のものにした。

## 動物磁気の提唱
1774年、メスメルはある女性患者に鉄を含む調合剤を飲ませることによって、患者の体内に「人工的な干満」を生じさせ、それから、患者の体のあちこちに磁石を付けた。患者は体中に流れる不思議な液体の流れを感じたと言い、数時間、病状から解放された。メスメルは磁石だけで治療ができたとは思わなかった。メスメルは患者を治癒させたのは動物磁気だと感じ、その研究を続けた。治療の一環としての磁石の使用はまもなくやめにした。
1775年、メスメルはミュンヘン科学アカデミーから、聖職者で信仰療法家のヨハン・ヨーゼフ・ガスナーの行った悪魔払いに関して、意見を求められた。ガスナーが信仰のせいだと言うのに対して、メスメルは、ガスナーの治療は彼が高度な動物磁気を持っていた結果であると答えた

## 治療の手順
メスメルは患者たちを、個別療法と集団療法の両方で治療した。個別治療では、メスメルは患者の前に、お互いの膝が触れあうくらいの距離で座って、両手で患者の両方の親指を押し、患者の目をじっと見た。メスメルは患者の肩から腕に沿って手を動かす「passes（手の動き）」をした。それから患者の季肋部（Hypochondrium, 横隔膜の下あたり）を指で押し、時々は何時間もそこに手を置いたままでいた。多くの患者たちは奇妙な感覚を覚えるか、それが峠でじきに治癒されると考えた痙攣を起こすかした。治療の最後に、メスメルは当時まだ発明されたばかりであった楽器グラス・アルモニカで曲を演奏することがよくあった。
1780年までに、メスメルには個別治療が可能な数以上の患者がいて、それで「baquet（バケツ）」として知られる集団治療法を確立した。その治療を見たあるイギリス人医者は、次のように記述している。

## 楽器グラス・ハーモニカに起因する転機
1777年、18歳の盲目の音楽家マリア・テレジア・フォン・パラディスの治療を行った。しかし、彼が療法に用いていた神秘の音色をもつ楽器「グラス・ハーモニカ」は、人の気を狂わせ、死霊を呼び起こし、奏する者や聴く者を死に至らしめる恐怖の楽器と恐れられていたものであった。実際にコンサートの客席で幼児が亡くなった事例が起きたことから、グラス・ハーモニカには正式に禁止令が発令されていた。それにもかかわらず、グラス・ハーモニカを療法に長年使用してきた彼は、禁止令に反してその使用をやめようとせず、パラディスにその音色を使った療法を施したばかりか、視力の取り戻しをかなえられず、後の彼女の精神に悪影響を与えたと言われるスキャンダルが起き、禁止令に反した罰として、メスメルはウィーン追放を命じられてしまった。
翌年、メスメルはパリに行き、金持ちや権力者が好む町の一角に部屋を借り、治療をはじめた。まもなくパリは、メスメルをウィーンから追放されたもぐりの医者と見る者と、偉大な発見をした人物と見る者に二分された。パリでの最初の年、メスメルは自分の理論が公式の認可をもらえるよう、科学アカデミーもしくは医学アカデミーのどちらかに入ろうとしたが失敗した。メスメルは弟子になりたいと言う、高い専門知識と社会的地位のある唯一の医者シャルル・デスロンを見つけた。1779年、デスロンの励ましもあって、メスメルは88ページの本『動物磁気の発見に関する覚え書』 (Mémoire sur la découverte du magnétisme animal) を書き、そこに27の命題を書き添えた。その命題は当時のメスメルの理論の要点を述べたものだった。
デスロンによると、メスメルは健康を、体内の何千のチャンネルにまたがる生命作用の自由な「流体」の流れと理解していた。病気はこの「流体」の流れが阻害されることによって起こる。これらの障害の克服と「流体」の流れを回復させることが健康を回復させる重大局面である。自然が自発的にそれをすることを失敗した時、動物磁気の導体での接触が必要十分な治療となる。メスメルは自然の努力を助けるか、刺激した。たとえば、正気でない人々の治療は狂気の発作を伴うが、磁気の長所は危険なしにそのような重大局面を早めることである。

## 調査

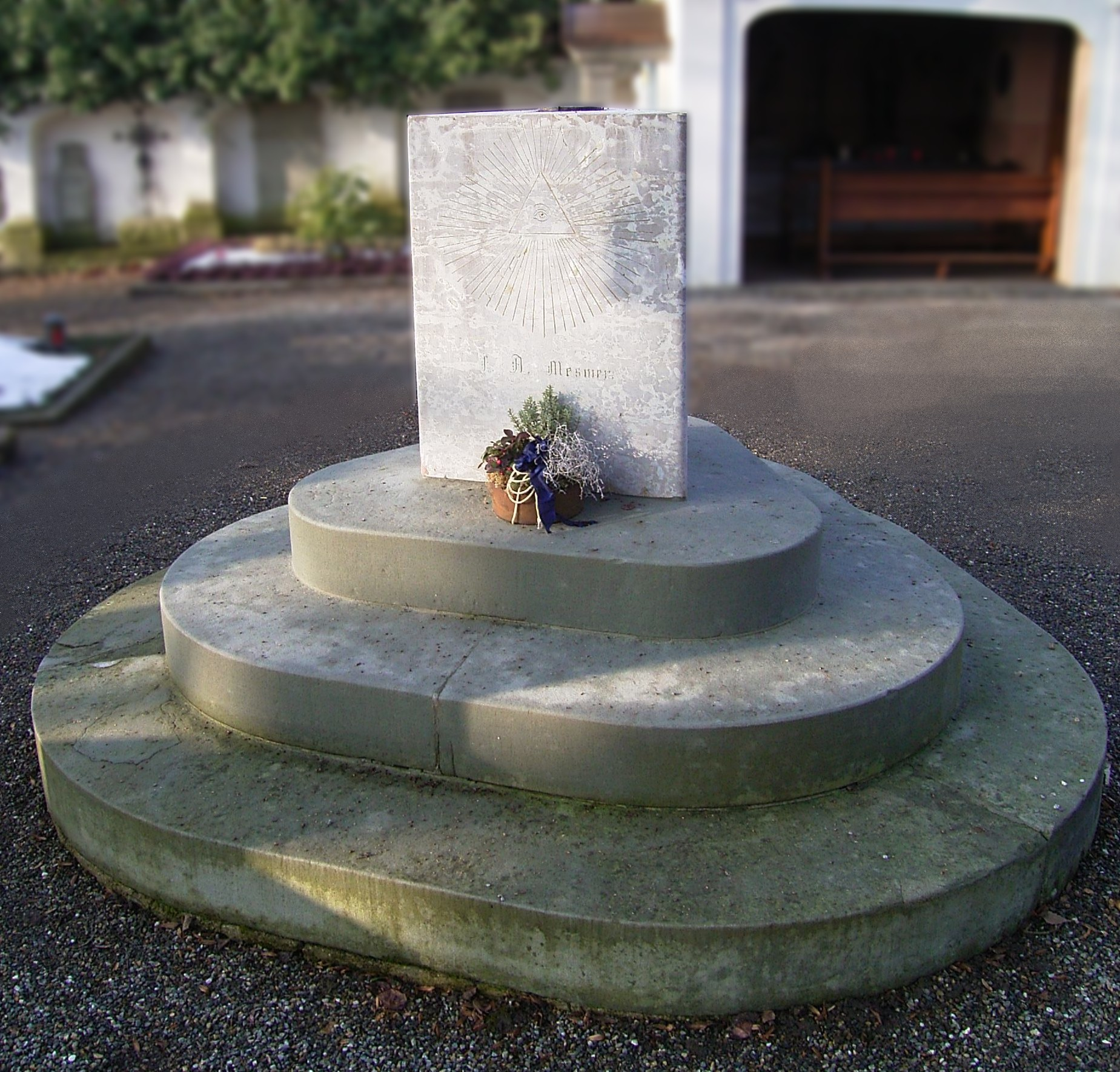
メスメルの墓

1784年に、ルイ16世は科学アカデミーのメンバー4人を、デスロンの行った動物磁気の調査のための委員として任命した。委員たちの要望で、王はさらにフランス科学アカデミーから5人を追加任命した。委員たちの中には、化学者アントワーヌ・ラヴォアジエ、医師ジョゼフ・ギヨタン、天文学者ジャン＝シルヴァン・バイイ、そして在フランスアメリカ合衆国全権公使ベンジャミン・フランクリンがいた。フランクリンは、メスメルの人生において運命のつながりのある「グラス・ハーモニカ」の発明者でもあった。
委員会は一連の対照実験を行ったが、それはメスメルの治療がどうなされたかではなく、メスメルが新しい物理的な流体を発見したのかどうかを調べるのが目的だった。委員会はそのような流体の証拠はどこにもないと結論づけた。その治療がもしうまくいったとしても、それは「想像力」のおかげである、とも。1785年、メスメルはパリを後にした。1790年にはウィーンに戻り、亡き妻マリア・アンナの屋敷に住んだ。しかし屋敷を売却し、1801年にはまたパリにいた。動物磁気の調査後に亡命、1815年、メーアスブルクにて没、最後の20年間の行動はほとんど知られていない。

## 著作
メスメルの著作のいくつかは、たびたび出てくる言葉を表すのにシンボル（記号）を使っている。時には1冊の中に100以上のシンボルを使い、それが内容を難しくさせ、シンボルのガイドなしに読み解くことは不可能である。
- Bloch, G.J. ed. & trans, Mesmerism: A Translation of the Original Medical and Scientific Writings of F.A. Mesmer, M.D., Los Altos, California, William Kaufmann, Inc., 1980.
- "De planetarum influxu in corpus humanum" ("Über den Einfluss der Gestirne auf den menschlichen Körper"; "The Influence of the Planets on the Human Body"; 1766).
- "Sendschreiben an einen auswärtigen Arzt über die Magnetkur" (1775).
- "Mesmerismus oder System der Wechsel-beziehungen. Theorie und Andwendungen des tierischen Magnetismus" (1814).

## 影響
- メスメルは自説を科学と考えていたが、動物磁気はヨーロッパの自然魔術の文脈につながる思想である[8]。
- メスメルの追随者の一人にピュイゼギュール侯爵（1751年 - 1825年）がいた。彼はartificial somnambulism（人為夢遊病）と磁気睡眠を発見または引き起こした。
- メスメリズムは19世紀のフランス文学者、ヴィクトル・ユーゴー、ゴーチエ、ネルヴァル、ジョルジュ・サンド、オノレ・ド・バルザックらに大きな影響を与えた。例えばバルザックは母親の影響を受けてメスメリズムに傾倒し、彼の『人間喜劇』中の作品『ユルシュール・ミルエ』で、唯物論者の医師が動物磁気による実験を目の当たりにし、カトリックに入信したことを描いている[9]。
- 明治時代に日本に伝わり、日本の伝統的テクニックと融合して昭和初期まで大流行した。この一連の民間療法は霊術と呼ばれた。新宗教では「手当て」「手かざし」「浄霊」などと呼ばれる[10]。

## 創作
- 1994年には『Mesmer』という映画が作られた。監督はロジャー・スポティスウッド、脚本はデニス・ポッター。メスメル役はアラン・リックマンが演じた。
- メスメルとその技術は黒沢清監督の映画『CURE』の鍵となる要素である。
- ファンタジー・ロールプレイング・ゲーム『Guild Wars』は「メスメル」と呼ばれるprofessionを持っている。
- 大木えりか原作、山田睦月作画の漫画『コランタン号の航海 ２ ロンドン・ヴィジョナリーズ』には、19世紀初めのメスメリズムの治療と思想が描かれている。
- 平沢進の楽曲、「1778-1985」では、メスメリズムが歌詞の題材となっている。